# Albert Lambert
Pour les articles homonymes, voir Albert Bond Lambert et Lambert.
Albert Lambert, dit Albert Lambert fils, est un acteur français né le 31 décembre 1865 à Rouen et mort le 1er mars 1941 à Paris 8e à l'âge de 75 ans.
Fils du sculpteur et acteur Albert Lambert (1847-1918), il est sociétaire de la Comédie-Française de 1891 à 1935.

## Biographie
Après l'Odéon, Albert-Lambert débute à la Comédie Française en 1885 dans Ruy Blas, et devient le successeur de Mounet-Sully dans les emplois tragiques et romantiques. En 1908, il est un des premiers Comédiens Français à se risquer devant la caméra en jouant le duc de Guise dans le Film d'Art de Calmettes et Le Bargy L'Assassinat du Duc de Guise. Il joue aussi la même année dans Œdipe Roi et Le Retour d'Ulysse. 

Il tourne encore quelques films jusqu'au Ruy Blas de 1916, après quoi il reste à l'écart du cinéma.
Il demeurait à La Bouille, près de Rouen. Il a été marié cinq fois.

## Théâtre

### Hors Comédie-Française
- 1883 : Severo Torelli de François Coppée, théâtre de l'Odéon : Severo Torelli
- 1885 : Henriette Maréchal d'Edmond et Jules de Goncourt, théâtre de l'Odéon : Paul de Bréville
- 1885 : L'Arlésienne d'Alphonse Daudet, musique Georges Bizet, théâtre de l'Odéon : Frédéri
- 1888 : La Marchande de sourires de Judith Gautier, théâtre de l'Odéon : Yamato

### Comédie-Française
Entrée à la Comédie-Française en 1885
Nommé 323e sociétaire en 1891
Doyen de 1930 à 1935
Sociétaire honoraire en 1936
- 1886 : Britannicus de Jean Racine : Britannicus
- 1886 : Andromaque de Jean Racine : Oreste
- 1887 : Bajazet de Jean Racine : Bajazet
- 1888 : Mithridate de Jean Racine : Xipharès
- 1889 : Phèdre de Jean Racine : Hippolyte
- 1892 : Britannicus de Jean Racine : Néron
- 1893 : Bérénice de Racine : Antiochus (87 fois, de 1893 à 1930)
- 1894 : Severo Torelli de François Coppée : Severo Torelli
- 1896 : Les Rantzau d'Émile Erckmann et Alexandre Chatrian : Georges Rantzau
- 1897 : Tristan de Léonois d'Armand Silvestre : Tristan
- 1898 : Diane de Lys d'Alexandre Dumas fils : Paul Aubry
- 1898 : Struensée de Paul Meurice : Jean Struensée
- 1898 : Louis XI de Casimir Delavigne : Nemours
- 1900 : Alkestis (Alceste) de Georges Rivollet d'après Euripide : Admettos
- 1900 : Dom Juan ou le Festin de pierre de Molière : Dom Juan
- 1901 : Les Burgraves de Victor Hugo : Otbert
- 1902 : Rome vaincue d'Alexandre Parodi : Lentulus
- 1903 : Médée de Catulle Mendès : Jason
- 1903 : Les Phéniciennes de Georges Rivollet d'après Euripide, théâtre antique d'Orange : Polynice
- 1903 : Gringoire de Théodore de Banville
- 1905 : Iphigénie de Jean Racine : Achille
- 1905 : Ruy Blas de Victor Hugo : Ruy Blas
- 1905 : Marion Delorme de Victor Hugo : Didier
- 1906 : Hernani de Victor Hugo : Hernani
- 1906 : Nicomède de Pierre Corneille, mise en scène Eugène Silvain : Nicomède
- 1906 : La Courtisane d'André Arnyvelde
- 1906 : Bérénice de Racine : Antiochus
- 1907 : Polyeucte de Pierre Corneille : Sévère
- 1907 : Électre de Sophocle : Oreste
- 1907 : Marion de Lorme de Victor Hugo : Didier
- 1909 : La Furie de Jules Bois : Lykos
- 1909 : Iphigénie de Jean Racine
- 1909 : Sophonisbe d'Alfred Poizat : Massinissa
- 1912 : Iphigénie à Aulis d'Euripide : Achille
- 1912 : Antony d'Alexandre Dumas : Antony
- 1912 : Bagatelle de Paul Hervieu : Gilbert de Raon
- 1914 : Jérusalem de Georges Rivollet : le frère Déodato
- 1918 : Lucrèce Borgia de Victor Hugo : Gennaro
- 1918 : Esther de Jean Racine, mise en scène Émile Fabre : Assuérus
- 1919 : L'Hérodienne d'Albert du Bois : Titus
- 1920 : Le Premier Couple d'André Dumas : Thakaro
- 1920 : Hernani de Victor Hugo : Hernani
- 1920 : Juliette et Roméo d'André Rivoire d'après William Shakespeare : Roméo
- 1921 : Cléopâtre d'André-Ferdinand Hérold d'après Plutarque et William Shakespeare : Marc-Antoine
- 1921 : Circé d'Alfred Poizat : Ulysse
- 1922 : Les Amants magnifiques de Molière : Sostrate
- 1922 : Marion Delorme de Victor Hugo : Didier
- 1922 : Les Phéniciennes de Georges Rivollet d'après Euripide : Polynice
- 1923 : Électre de Sophocle : Oreste
- 1923 : 1802 Dialogue des morts d'Ernest Renan : Corneille
- 1923 : Rome vaincue d'Alexandre Parodi : Lentulus
- 1923 : La Mégère apprivoisée de William Shakespeare : Petruccio
- 1923 : Oreste de René Berton d'après Iphigénie en Tauride d'Euripide : Oreste
- 1924 : Les Trois Sultanes de Charles-Simon Favart : Soliman II
- 1924 : Le Misanthrope de Molière : Alceste
- 1924 : Œdipe à Colone de Sophocle : Œdipe
- 1925 : Esther de Jean Racine : Assuérus
- 1926 : Carmosine d'Alfred de Musset, mise en scène Pierre Fresnay : Pierre d'Aragon
- 1926 : Alkestis (Alceste) de Georges Rivollet d'après Euripide : Herakles
- 1929 : Athalie de Jean Racine : Joad
- 1930 : Les Trois Henry d'André Lang, mise en scène Émile Fabre : Henry de Navarre
- 1930 : Phèdre de Jean Racine : Thésée
- 1931 : Le Cid de Pierre Corneille : Rodrigue
- 1931 : Patrie de Victorien Sardou, mise en scène Émile Fabre : le comte de Rysoor
- 1932 : Iphigénie de Jean Racine, mise en scène Émile Fabre : Agamemnon
- 1932 : Mithridate de Jean Racine : Mithridate
- 1934 - 1935 : Œdipe roi de Sophocle, mise en scène Émile Fabre : Œdipe

## Filmographie
- 1907 : L'Assassinat du duc de Guise de André Calmettes et Charles Le Bargy
- 1908 : Le Retour d'Ulysse de André Calmettes et Charles Le Bargy
- 1908 : Le Baiser de Judas d'Armand Bour et André Calmettes[4]
- 1910 : Au temps des premiers chrétiens d'André Calmettes

## Distinctions
- Officier d'académie (1895)[5]
- Officier de l'Instruction publique (1901)
- Officier de la Légion d'honneur (1933)